# Paradryomyza orientalis
Paradryomyza orientalis är en tvåvingeart som beskrevs av Ozerov och Masahiro Sueyoshi 2002. Paradryomyza orientalis ingår i släktet Paradryomyza och familjen buskflugor.
Artens utbredningsområde är Taiwan. Inga underarter finns listade i Catalogue of Life.